# Soyans
Soyans ist eine französische Gemeinde mit 402 Einwohnern (Stand: 1. Januar 2022) im Département Drôme in der Region Auvergne-Rhône-Alpes. Sie gehört zum Arrondissement Die und zum Kanton Dieulefit. Die Bewohner werden Soyanais und Soyanaises genannt.

## Geographie
Soyans liegt etwa 34 Kilometer südsüdöstlich von Valence am Fluss Roubion. Umgeben wird Soyans von den Nachbargemeinden Divajeu im Norden, Aouste-sur-Sye im Nordosten, Saou im Osten, Francillon-sur-Roubion im Osten und Südosten, Félines-sur-Rimandoule im Südosten, Pont-de-Barret im Süden, Puy-Saint-Martin im Westen und Südwesten sowie La Répara-Auriples im Westen und Nordwesten.

## Bevölkerungsentwicklung
| Jahr                       | 1962 | 1968 | 1975 | 1982 | 1990 | 1999 | 2006 | 2013 | 2020 |
| Einwohner                  | 291  | 254  | 225  | 244  | 253  | 299  | 328  | 365  | 395  |
| Quellen: Cassini und INSEE |      |      |      |      |      |      |      |      |      |

## Sehenswürdigkeiten
- Romanische Kirche Saint-Marcel
- Kirche in Talon
- Burgruine Soyans erbaut zwischen 892 und 912, nach Verfall am Ende des 14. Jahrhunderts in der ersten Hälfte des 16. Jahrhunderts im Renaissance-Stil neu gebaut, seit einem Brand im Jahre 1796 zerfallen, seit 2013 als Monument historique eingeschrieben

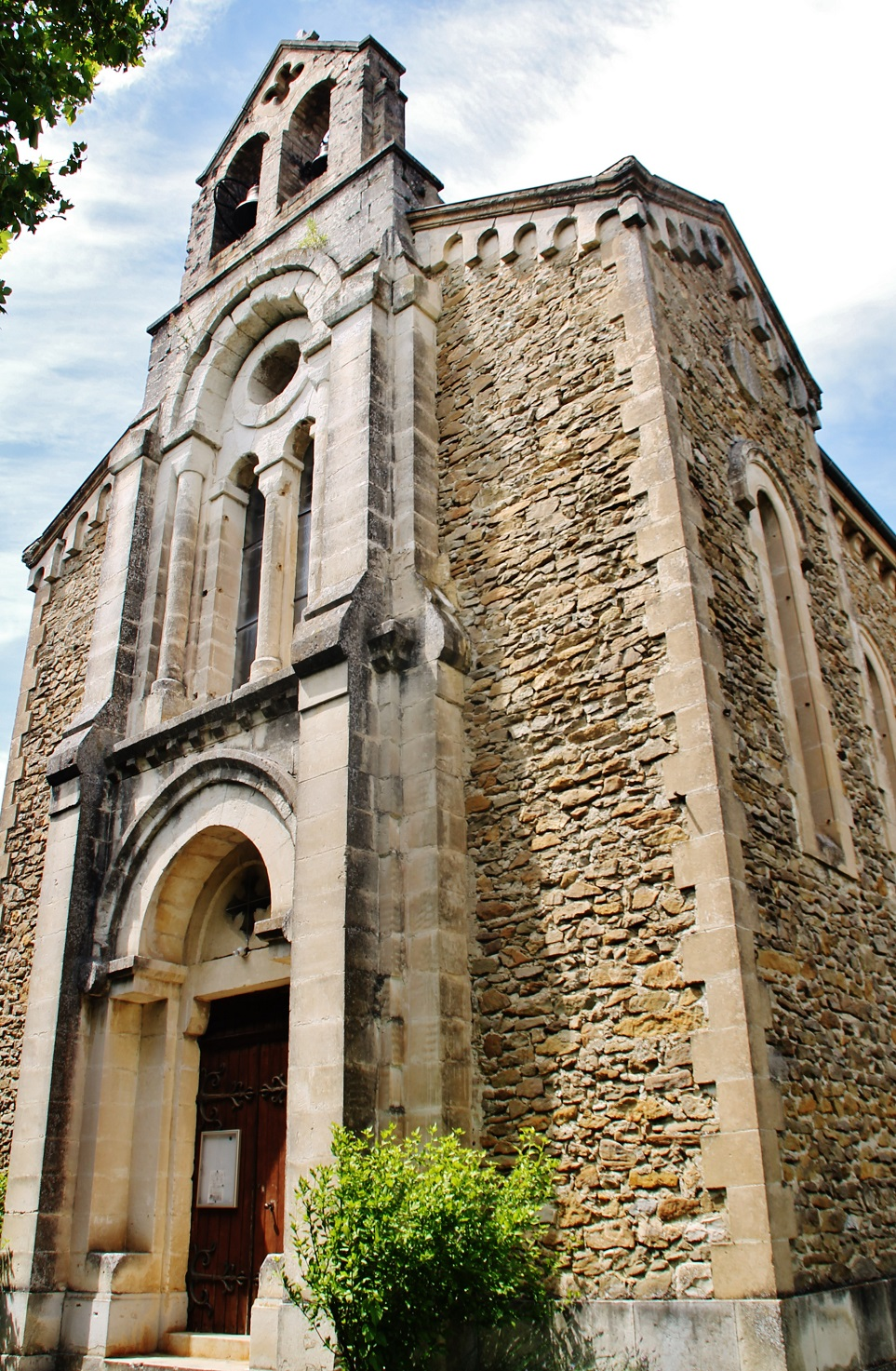
Kirche in Talon
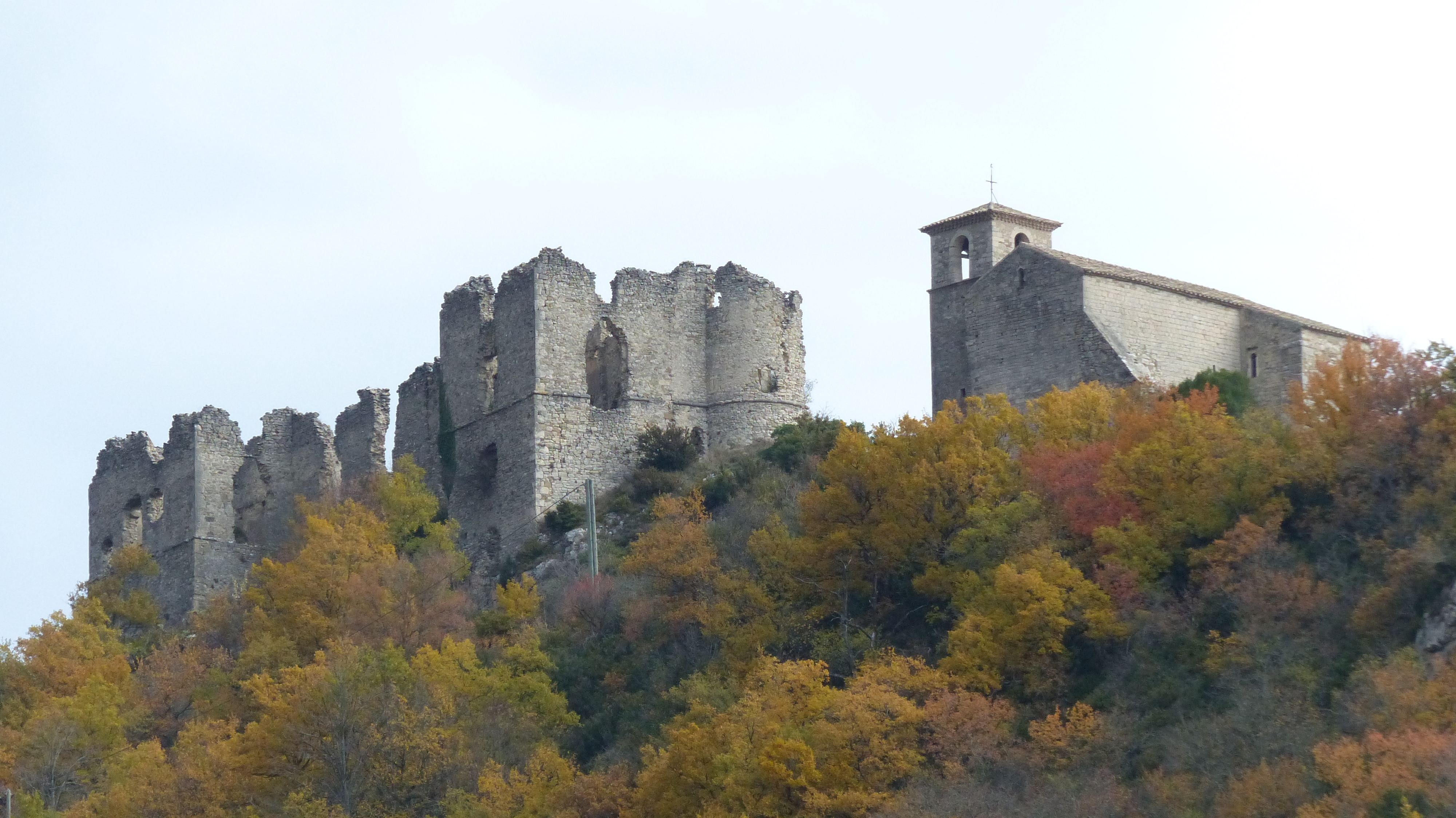
Burgruine und Kirche Saint-Marcel